# Tony Halme
Tony Christian Halme (Helsínquia, 6 de janeiro de 1963 - Helsínquia, 8 de janeiro de 2010) foi um político e wrestler finlandês. Foi membro do Parlamento finlandês, filiado ao partido Perussuomalaiset.